# Pelochyta affinis
Pelochyta affinis är en fjärilsart som beskrevs av Rothschild 1909. Pelochyta affinis ingår i släktet Pelochyta och familjen björnspinnare. Inga underarter finns listade i Catalogue of Life.